# امامزاده علی (شلیمک)
امامزاده علی شلیمک، نام روستایی از توابع بخش دودانگه شهرستان ساری در استان مازندران ایران است.

## جمعیت
این روستا در دهستان فریم قرار داشته و براساس آخرین سرشماری مرکز آمار ایران که در سال ۱۳۹۵ صورت گرفته، جمعیت آن‌ها ۵۰نفر (۱۹خانوار) بوده‌است.